# Акан (Вісконсин)
Акан (англ. Akan) — місто (англ. town) в США, в окрузі Ричленд штату Вісконсин. Населення — 391 особа (2020).

## Демографія
Згідно з переписом 2010 року, у місті мешкали 403 особи в 168 домогосподарствах у складі 115 родин. Було 232 помешкання
Расовий склад населення:
| - 98,3 % — білих - 0,7 % — чорних або афроамериканців - 0,5 % — корінних американців |

До двох чи більше рас належало 0,5 %. Частка іспаномовних становила 0,2 % від усіх жителів.
За віковим діапазоном населення розподілялося таким чином: 18,6 % — особи молодші 18 років, 60,8 % — особи у віці 18—64 років, 20,6 % — особи у віці 65 років та старші. Медіана віку мешканця становила 48,9 року. На 100 осіб жіночої статі у місті припадало 108,8 чоловіків;  на 100 жінок у віці від 18 років та старших — 113,0 чоловіків також старших 18 років.
Середній дохід на одне домашнє господарство  становив 60 340 доларів США (медіана — 47 292), а середній дохід на одну сім'ю — 71 897 доларів (медіана — 62 813). Медіана доходів становила 36 563 долари для чоловіків та 34 063 долари для жінок. За межею бідності перебувало 8,2 % осіб, у тому числі 8,5 % дітей у віці до 18 років та 9,6 % осіб у віці 65 років та старших.
Цивільне працевлаштоване населення становило 180 осіб. Основні галузі зайнятості: виробництво — 21,7 %, освіта, охорона здоров'я та соціальна допомога — 18,3 %, сільське господарство, лісництво, риболовля — 10,0 %, транспорт — 9,4 %.